# BDSMの一覧

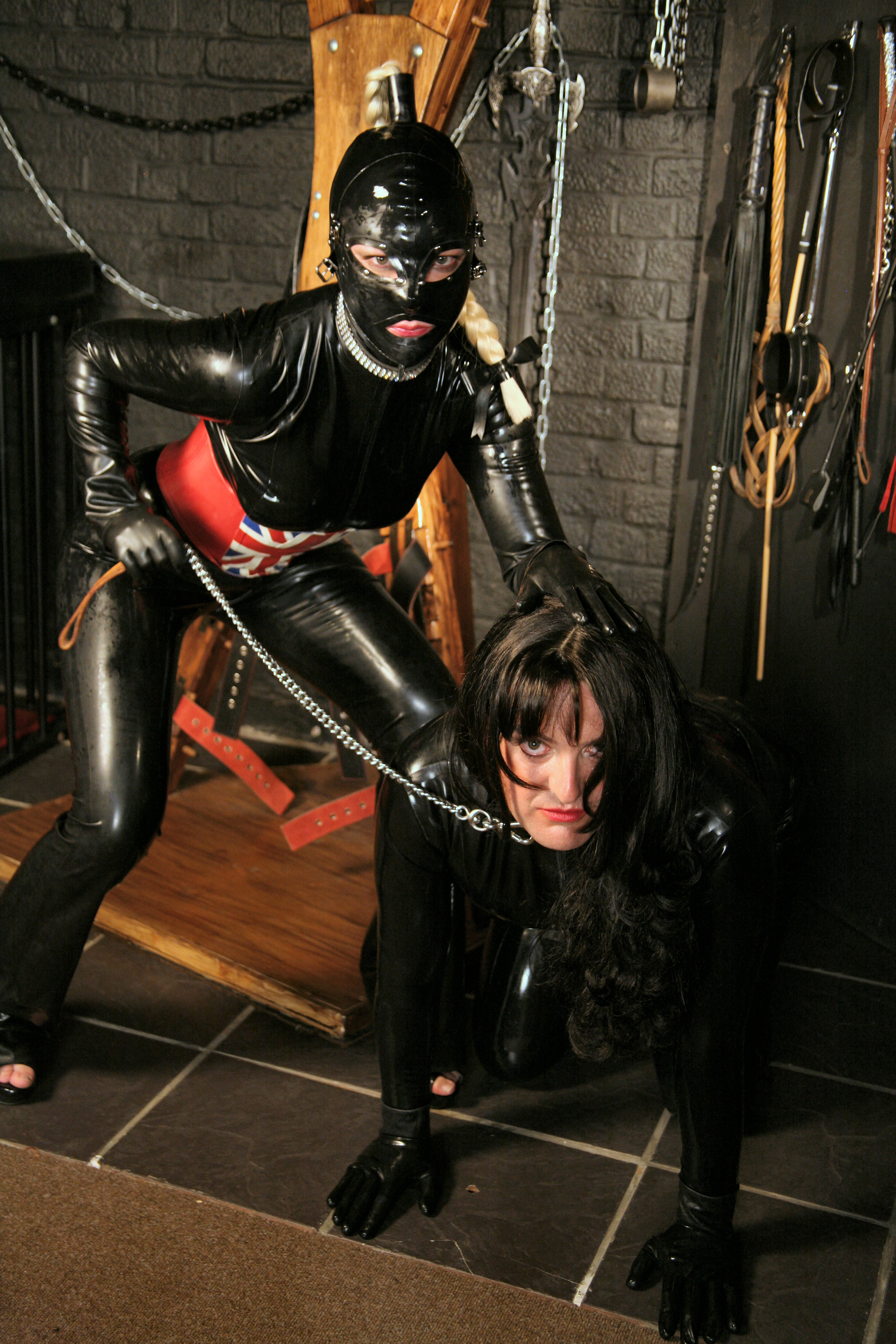
BDSMダンジョンで、女装した調教相手とポーズを取るミストレス。

BDSMの一覧（BDSMのいちらん）は、BDSMの概観、あるいはBDSMに関しての話題の手引きである。
BDSMとは、支配と服従、ロールプレイ、拘束やそのほか対人関係の力学を含む性的な実践。BDSMは、当事者たちの自覚なく行われる行為など様々な実践を含めるとすれば、BDSMのコミュニティとサブカルチャーはたいてい自認と共有される体験に依っている。BDSMへの関心は、一時の体験からライフスタイルとしてのものまで多岐にわたりえる。

## ボンデージ - 拘束

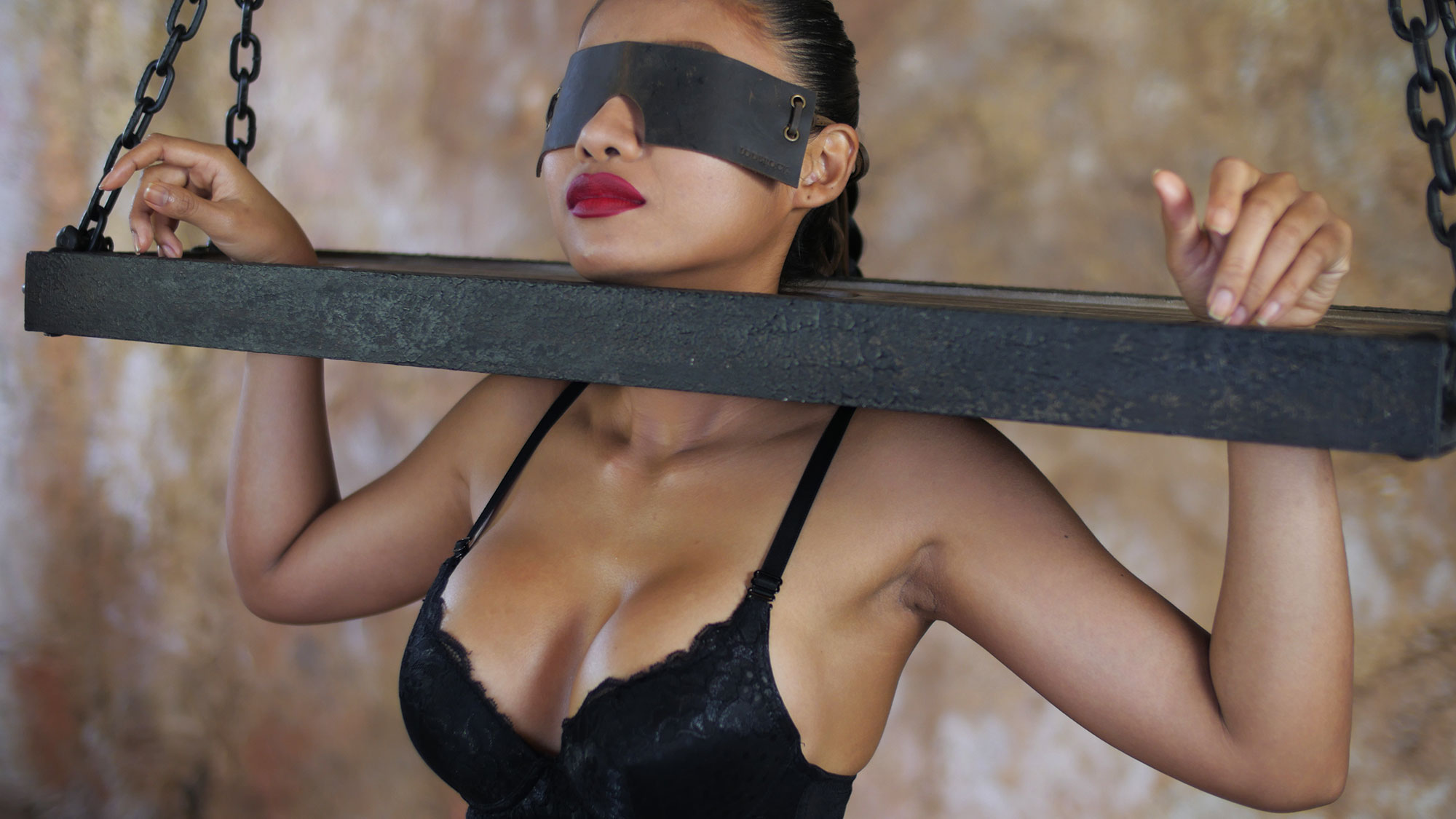
さらし台

道具別
- 緊縛
  - 亀甲縛り
  - 海老責
  - 駿河問い

- メタル・ボンデージ(en:Metal bondage)
  - 手錠
- バキュームベッド（英語版）

身体部位別
- 自縛
- 頭部
  - フェイスクラッチ
  - 鼻フック
- 首
  - 首輪 (BDSM)
  - さらし台
- 腕
  - 手首 - 手錠
  - 腕 - アームバインダー（英語版）
  - さらし台
  - 肘拘束
  - アームバインダー
- 上半身
  - 乳房縛り
  - 拘束衣
- 下半身
  - 股縄

その他
- プリディカメント・ボンデージ
- ポゼッションプレイ
- マミフィケーション

## ディシプリン
- ディシプリン (BDSM)

## ドミナンス＆サブミッション(支配と服従)
左: マスター/ミストレスから命令を受けた被調教側が、"Attention(注意)"のポーズを取りつつストリップを行っていく。
ドミナンス・アンド・サブミッション- D&s、D/sとも。
シナリオ別
- 医療系プレイ
- エイジプレイ - 赤ちゃんプレイとも。アダルトベビー/ダイアパーラバー(ABDL)（英語版）も参照。
- エッジプレイ（英語版）
- 拡張プレイ
- 恐怖プレイ（英語版）
- 逆レイプ
- 強姦プレイ（英語版）
- 催眠フェティシズム
- 射精管理
- 羞恥プレイ
- 女性化 (行為)
- 性欲喚起のための性的拒否
- 剃毛プレイ
- 寝取られ/寝取らせ
- 女斗美 - 女相撲など、キャットファイトに関する嗜好、行為。
- 引き回し
- 放置プレイ
- ポゼッションプレイ - 人間家具。パートナーを無生物の道具として扱う。(→性的対象化)
- 露出プレイ
- CFNM - Clothed Female(s), Naked Male(s) 着衣の女性と裸の男性
- CMNF - Clothed Male(s), Naked Female(s) 着衣の男性と裸の女性

行為
- イラマチオ
- 顔面騎乗
- 失禁
- ルインドオーガズム

ロール別
- 女性上位
- 男性上位

## サドマゾヒズム
- サドマゾヒズム

## プレイ
ロールプレイ - パートナー同士が特定の役割を演じるプレイ。
- エイジプレイ - 年齢差のある役割を演じるロールプレイ。
- オークションプレイ
- ヒューマン・アニマル・ロールプレイ - パートナーを人間以外として扱うロールプレイの総称。
  - ペットプレイ
  - ポゼッションプレイ
  - ポニープレイ
  - 人間便器

ボンデージ
- ろうそくプレイ

## 拷問一覧
頭部
- 鼻責め
- 異端者のフォーク

尻・肛門
- 浣腸
- スパンキング
  - ケイニング
- 膣鏡

胸部
- ニップルクランプ（英語版）
- 乳首ピアス

生殖器
- 亀頭責め
- 金玉潰し
- コック・アンド・ボール・トーチャー(CBT)
- 電気あんま
- 木馬責め

その他
- 石抱
- ウィッピング

- くすぐり責め
- 呼吸管理(制御)
- 窒息プレイ
- 吊り責め
- パドリング (BDSM)
- 筆責め
- 水責め
- 鞭打ち

## BDSM器具

### 衣服・装身具
ギャグ - 口枷
- 開口具
- 猿轡
- テープギャグ
- バルーンギャグ
- ペニスギャグ - ペッカーギャグ(pecker gag)とも。
- ビットギャグ - 棒状のギャグ。ポニープレイなど。
- ファンネルギャグ - 開口部が上を向いた漏斗状になっているもの。
- ボールギャグ
- マズルギャグ
- OTM(Over-the-Mouth)ギャグ - バンダナなどで塞ぐギャグ。猿轡と異なり、口の上から被せられる。

ボンデージ・ハーネス
- ペニスバンド
- コック・ハーネス - コックリーシュとも。
- ヘッド・ハーネス

その他
- 性器ピアス
- 貞操帯
- ポスチャー・カラー（英語版） - 首、あるいは口も覆う拘束具。
- 異端者のフォーク

### 拘束器具
拘束台
- 三角木馬

全身拘束
- ケツ掘りブランコ
- バキュームベッド
- 磔
- マミフィケーション

### 道具
鞭
- 一本鞭
  - ラバー鞭
  - 編み上げ鞭
- 騎馬鞭
- 鞭（べん）

縄
性具
- ハンブラー
- ファッキングマシーン
- ペニスバンド

## フェティシズムと性的倒錯
- 性的倒錯
- 性的サディズム障害
- サディズム

フェティシズム
- 部分性愛
  - 胸フェティシズム
  - 脚フェティシズム
  - 尻フェティシズム
- クロージング・フェティシズム
  - おむつフェティシズム
  - 靴フェティシズム
  - 制服フェティシズム
  - 全身タイツフェティシズム
  - ドレスフェティシズム
  - パンティストッキングフェティシズム
  - ブーツフェティシズム
  - ラバーフェティシズム
  - レザーフェティシズム

スクビズム
変身願望
- セルヴェリズム（英語版）- 奴隷願望
- 幼児化倒錯（英語版）
- 女装倒錯
- 畜化願望
- 物化願望

## BDSM用語
ボンデージ
ディシプリン
サドマゾヒズム
役割(ロール)
- ボトム
- トップ
- スイッチ

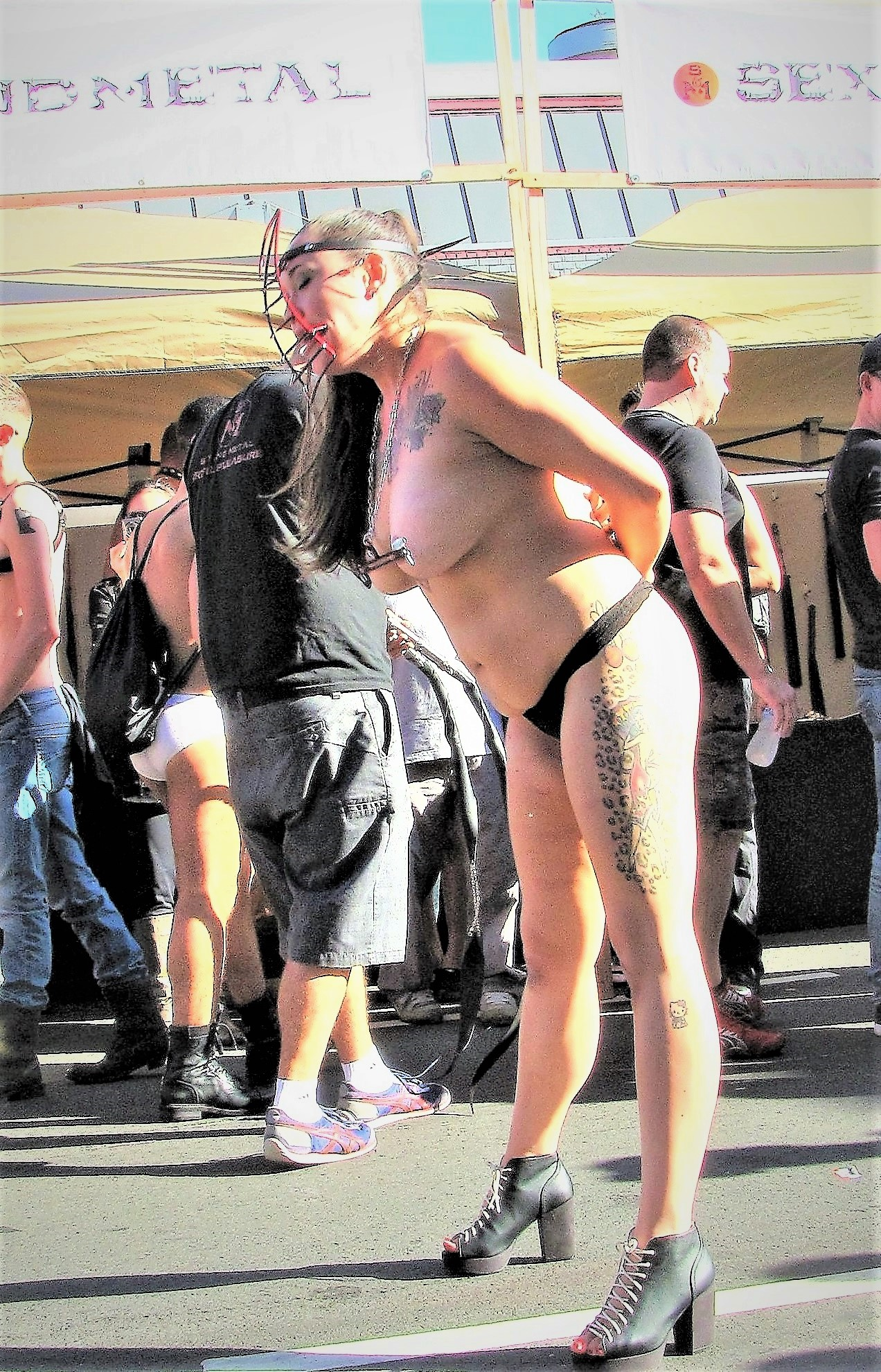
フォルサム・ストリート・フェアで、後ろ手に拘束され前屈みの姿勢を取らされるという、典型的なサブミッシブの姿勢を取らされている女性。

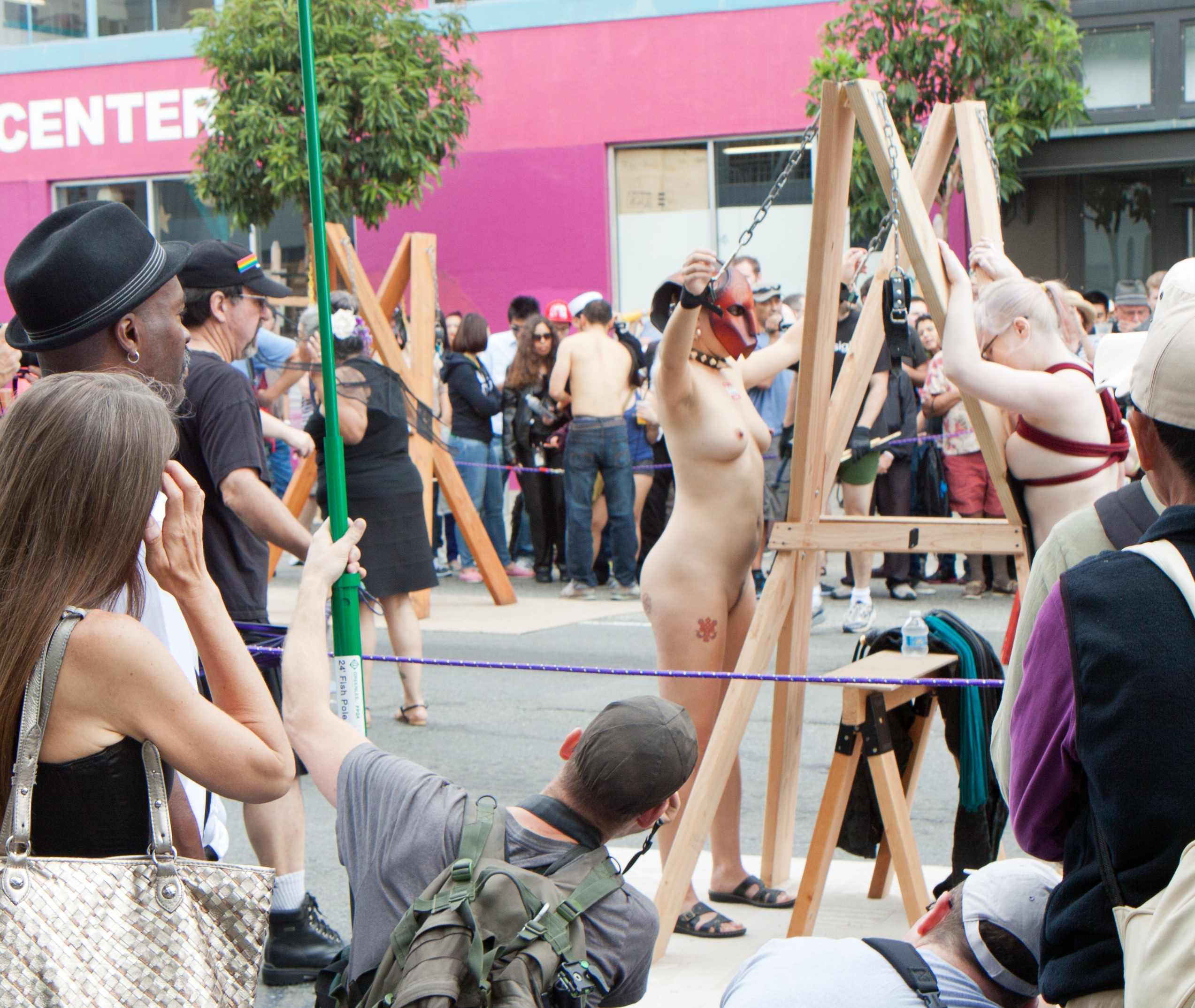
公共の場でのサドマゾヒズム: 聖アンドレ十字に縛り付けられ鞭打たれる全裸の女性。

- ドミナンス  - Dominance(Dom)
- サブミッシブ - Submissive(Sub)
- マスター/スレイブ
- フェムドム
  - ミストレス(ドミナトリクス、あるいはドミナ)

職業
- 緊縛師
- ボンデージ・モデル
- SM嬢
- M男優

合意形成
- 交渉
- 契約
- 安全、健全、合意に基づく（SSC）
- シーン（英語版）

- セーフワード
- セッション
- プレイ

- リミット（英語版） -

関係性
- 24/7

場所
- イメージクラブ
- ダンジョン
- SMクラブ
- SMバー
- M性感

イベント
概念
- フェティッシュ・アート（英語版）
- Damsel in distress - 「囚われの姫君」とも。

## BDSMの重要人物
科学者
- リヒャルト・フォン・クラフト＝エビング
- アルフレッド・キンゼイ

画家・芸術家・漫画家
- 伊藤晴雨
- 笠間しろう
- 沙村広明
- 月岡芳年
- 田亀源五郎
- 春川ナミオ
- ジョン・ウィリー
- エリック・スタントン（英語版）
- ジーン・ビルブリュー（英語版）
- ロバート・メイプルソープ

文筆家
- 江戸川乱歩
- 谷崎潤一郎
- 団鬼六
- 沼正三
- ドミニク・オーリー - ポーリーヌ・レアージュの本名
- マルキ・ド・サド
- リチャード・フランシス・バートン
- ジョン・ノーマン
- レーオポルト・フォン・ザッハー＝マゾッホ

モデル・俳優
- 谷ナオミ
- ベティ・ペイジ
- ディタ・フォン・ティース

緊縛師
- 明智伝鬼
- 神凪
- 小室芹奈
- 志摩紫光
- Hajime Kinoko(別名義:一 鬼のこ)
- 芙羽忍
- 神浦匠
- 龍崎飛鳥

## メディア
ここでは特定の作品ではなく、一般名詞について取り扱う。:
出版物
- カストリ雑誌
- 実話誌

## 一覧
Category:BDSM
Category:BDSM器具
Category:BDSM作品